# Quinwood (Virginia Occidental)
Quinwood es un pueblo ubicado en el condado de Greenbrier en el estado estadounidense de Virginia Occidental. En el Censo de 2010 tenía una población de 290 habitantes y una densidad poblacional de 323,61 personas por km².

## Geografía
Quinwood se encuentra ubicado en las coordenadas 38°3′31″N 80°42′21″O / 38.05861, -80.70583. Según la Oficina del Censo de los Estados Unidos, Quinwood tiene una superficie total de 0.9 km², de la cual 0.9 km² corresponden a tierra firme y (0%) 0 km² es agua.

## Demografía
Según el censo de 2010, había 290 personas residiendo en Quinwood. La densidad de población era de 323,61 hab./km². De los 290 habitantes, Quinwood estaba compuesto por el 95.52% blancos, el 1.03% eran afroamericanos, el 0.69% eran amerindios, el 0% eran asiáticos, el 0% eran isleños del Pacífico, el 0.34% eran de otras razas y el 2.41% pertenecían a dos o más razas. Del total de la población el 0.34% eran hispanos o latinos de cualquier raza.